# New Britain (contea di Bucks)
New Britain  è una township degli Stati Uniti d'America, nella contea di Bucks nello Stato della Pennsylvania. Secondo il censimento del 2010 la popolazione è di 11.070 abitanti.

## Società

### Evoluzione demografica
La composizione etnica vede una maggioranza di quella bianca (96,26%), seguita dagli afroamericani (1,35%) dati del 2000.
| township di New Britain Popolazione |        |
| 2000                                | 10.698 |
| 2010                                | 11.070 |